# Угольный микрофон
У́гольный микрофо́н — один из первых типов микрофонов.
Угольный микрофон содержит графитовый порошок, размещённый между двумя металлическими пластинами и заключённый в герметичную капсулу. Стенки капсулы или одна из металлических пластин соединяется с мембраной. При воздействии звуковой волны на мембрану та периодически изгибается и сжимает частицы порошка. При изменении давления на угольный порошок изменяется площадь контакта между отдельными зёрнышками угля, в результате изменяется сопротивление между металлическими пластинами. Если пропускать между пластинами постоянный ток, напряжение между пластинами будет зависеть от давления на мембрану. От всех других типов микрофонов отличается тем, что является не преобразователем, а усилительным элементом, так как энергия полезного электрического сигнала создаётся внешним источником постоянного напряжения, а акустические колебания лишь управляют потоком этой энергии, изменяя сопротивление цепи.

## История
В 1856 году француз Дю Монсель (Du Moncel) опубликовал результаты своих исследований, которые привели к обнаружению явления сильного изменения электрического сопротивления двух соприкасающихся графитовых электродов 
при небольшом изменении давления. Данное свойство стало основой для различных вариантов конструкций микрофонов.
Заявки на изобретение углеродистого микрофона (телефонного передатчика, использующего угольные палочки) были поданы в 1877 году, практически одновременно, Т. А. Эдисоном и Э. Берлинером. Эти изобретатели вели долгие судебные тяжбы друг с другом и в итоге американскими и британскими судами приоритет был признан за Эдисоном. Кроме них, изобретателем телефона также называют Дэвида Юза, который, не зная о работах Эдисона и Берлинера, проводил собственные опыты в 1877 году, а в 1878 году в Лондоне публично продемонстрировал их результаты. В связи с этим между Эдисоном и Юзом также возник спор о приоритете. Известный физик У. Томсон указал, что если уж говорить о приоритете, то до Эдисона и Юза угольные микрофоны были предложены инженерами дю-Монселем (1856) и Клераком (1865).
Микрофон Юза содержал угольный стержень с заострёнными концами, упиравшийся в две угольные же чашечки, и соединённый с подвижной мембраной. Площадь контакта угольного стержня с чашечками сильно менялась при колебаниях мембраны, соответственно менялось и сопротивление угольного микрофона, а с ним и ток в цепи. Микрофон Юза совершенствовался многими изобретателями. Весьма значительно усовершенствовал этот тип микрофонов Эдисон: 2 июня 1879 года он подал заявку на усовершенствование своего изобретения (от 11 ноября 1878 г.), которое заключалось в предложении использовать угольные гранулы вместо твердых угольных стержней. Вскоре он получил патент на порошковый угольный микрофон (№ 222390 от 9 декабря 1879 г.). В это же время, в России, на такой тип микрофона — «телефонный трасмитор» с «мелким порошком графита» — 19 августа 1879 года подал заявку Маврикий Махальский. Главная деталь его микрофона, капсюль, состоял из резиновой трубки, в которую вставлялся полый фигурный цилиндр из жести, к дну которого была припаяна трубочка из томпака или платины. Свободное пространство снаружи и внутри трубочки заполнялось почти доверху упругим веществом (например, резиной). Оставшееся пространство внутри резиновой трубки заполнялось до краев «мелким порошком графита или тем же порошком, по возможности равномерно перемешанным с тонкими шерстяными волокнами».
Автор наиболее популярной конструкции угольного микрофона — Энтони Уайт (1890).

## Применение
Угольный микрофон практически не требует дополнительного усиления сигнала (поскольку сам является неплохим параметрическим усилителем), сигнал с его выхода можно подавать непосредственно на высокоомные головные телефоны или громкоговоритель, при этом сам по себе угольный микрофон дешёвый в производстве. Из-за этого свойства угольные микрофоны использовались до недавнего времени в телефонных аппаратах, их использование освобождало телефонный аппарат от дорогостоящих и дефицитных в то время полупроводниковых компонентов либо громоздких, хрупких и энергозатратных усилителей на электронных лампах. Классический телефонный аппарат с дисковым (импульсным)номеронабирателем обычно содержал угольный микрофон (однако в аппаратах более поздних лет выпуска часто применяются динамические или электретные микрофоны, часто объединенные в единую конструкцию с усилителем, взаимозаменяемую с угольным микрофоном) в трубке.
Однако угольный микрофон отличается плохой амплитудно-частотной характеристикой и узкой полосой пропускания (он нечувствителен к слишком низким и слишком высоким частотам), высоким уровнем шумов и искажений. Кроме того, в отличие от наиболее распространённого динамического микрофона, угольный требует питания постоянным током. На рубеже 80-х-90-х годов XX века появились дешёвые, компактные и доступные полупроводниковые усилители на транзисторах, которые позволяют использовать электретные микрофоны в традиционных телефонах, соединёнными с телефонными линиями. Поэтому в современных устройствах угольные микрофоны практически не применяются.
Тем не менее угольные микрофоны обеспечивали стандартную для того времени полосу пропускания по телефонным линиям от 300—500 Гц до 3,5 кГц, что было вполне достаточно для различения устной речи. 
В соответствии с ГОСТ 7153-85, разработка ТА с угольным микрофоном с 01.01.1987 не допускается. Примечание: данный ГОСТ - на ТА общего применения, не распространяется на аппаратуру специального назначения.

## Особенности
- Нечувствительность к электромагнитному импульсу, поэтому пригоден для спецприменений.
- Нечувствительность к электрическим наводкам. Другие типы микрофонов выдают слабый сигнал, в любом случае требующий значительного электрического усиления, при этом усиливаются и помехи.
- Относительно высокие нелинейные искажения.
- Малый срок службы, невысокая надёжность из-за отсыревания, слёживания и истирания угольных зёрен.